# Згоранська сільська рада
Згоранська сільська рада — адміністративно-територіальна одиниця та орган місцевого самоврядування у Любомльському районі Волинської області з адміністративним центром у с. Згорани.

## Загальні відомості
Водоймища на території, підпорядкованій даній раді: річки Нережа, Рутка, озера Велике Згоранське, Мошне.

## Населені пункти
Сільській раді підпорядковані населені пункти:
- с. Згорани
- с. Гупали
- с. Заозерне
- с. Сильне

## Склад ради
Рада складається з 16 депутатів та голови.

### Керівний склад ради
| ПІБ                    | Основні відомості                                                                             | Дата обрання | Дата звільнення |
| ---------------------- | --------------------------------------------------------------------------------------------- | ------------ | --------------- |
| Левчук Сергій Петрович | Сільський голова, 1959 року народження, освіта, член Всеукраїнського об'єднання «Батьківщина» | 26.03.2006   | 31.10.2010      |
| Левчук Сергій Петрович | Сільський голова, 1959 року народження, освіта середня загальна, безпартійний                 | 31.10.2010   |                 |

Примітка: таблиця складена за даними джерела

## Населення
Згідно з переписом УРСР 1989 року чисельність наявного населення сільської ради становила 2802 особи, з яких 1361 чоловік та 1441 жінка.
За переписом населення України 2001 року в сільській раді мешкали 2692 особи.

### Мова
Розподіл населення за рідною мовою за даними перепису 2001 року:
| Мова       | Відсоток |
| ---------- | -------- |
| українська | 99,50 %  |
| російська  | 0,38 %   |
| білоруська | 0,12 %   |